# 克雷布斯山
84°50′S 170°20′W / 84.833°S 170.333°W
克雷布斯山（英語：Mount Krebs）是南極洲的山峰，位於杜費克海岸，屬於利利山脈的一部分，海拔高度1,630米，由美國探險隊發現，現時由南極條約體系管理。